# Grande Prêmio dos Estados Unidos de 1960
Resultados do Grande Prêmio dos Estados Unidos de Fórmula 1 realizado em Riverside em 20 de novembro de 1960. Décima e última prova do campeonato, foi vencido pelo britânico Stirling Moss, que subiu ao pódio junto a Innes Ireland numa dobradinha da Lotus-Climax, com Bruce McLaren em terceiro pela Cooper-Climax.

## Curiosidade
- Foi a despedida dos carros com motores de 2,5 litros, que dariam lugar às máquinas com propulsores de 1,5 litros.
- Foi a última vez que o vencedor levou oito pontos - a partir de 1961 e até 1990, levaria nove.
- Sem conseguir levantar recursos para cobrir as despesas da prova, o promotor Alec Ulmann pagou do próprio bolso o prêmio de US$ 7.500, valor elevado para a época, ao vencedor Moss. A partir do ano seguinte, a F1 iria para o circuito de Watkins Glen. A corrida na Califórnia só mesmo em 1976, nas ruas de Long Beach.

## Classificação da prova
| Pos. | Nº | Piloto              | Construtor      | Voltas | Tempo/Diferença | Grid | Pontos |
| ---- | -- | ------------------- | --------------- | ------ | --------------- | ---- | ------ |
| 1    | 5  | Stirling Moss       | Lotus-Climax    | 75     | 2:28:52.2       | 1    | 8      |
| 2    | 10 | Innes Ireland       | Lotus-Climax    | 75     | + 38.0          | 7    | 6      |
| 3    | 3  | Bruce McLaren       | Cooper-Climax   | 75     | + 52.0          | 10   | 4      |
| 4    | 2  | Jack Brabham        | Cooper-Climax   | 74     | + 1 volta       | 2    | 3      |
| 5    | 15 | Jo Bonnier          | BRM             | 74     | + 1 volta       | 4    | 2      |
| 6    | 9  | Phil Hill           | Cooper-Climax   | 74     | + 1 volta       | 13   | 1      |
| 7    | 24 | Jim Hall            | Lotus-Climax    | 73     | + 1 volta       | 12   |        |
| 8    | 14 | Roy Salvadori       | Cooper-Climax   | 73     | + 2 voltas      | 15   |        |
| 9    | 26 | Wolfgang von Trips  | Cooper-Maserati | 72     | + 3 voltas      | 16   |        |
| 10   | 23 | Chuck Daigh         | Scarab          | 70     | + 5 voltas      | 18   |        |
| 11   | 25 | Pete Lovely         | Cooper-Ferrari  | 69     | + 6 voltas      | 20   |        |
| 12   | 7  | Olivier Gendebien   | Cooper-Climax   | 69     | + 6 voltas      | 8    |        |
| 13   | 20 | Robert Drake        | Maserati        | 68     | + 7 voltas      | 22   |        |
| 14   | 8  | Henry Taylor        | Cooper-Climax   | 68     | + 7 voltas      | 14   |        |
| 15   | 18 | Maurice Trintignant | Cooper-Maserati | 66     | + 9 voltas      | 19   |        |
| 16   | 12 | Jim Clark           | Lotus-Climax    | 61     | + 14 voltas     | 5    |        |
| Ret  | 17 | Graham Hill         | BRM             | 34     | Câmbio          | 11   |        |
| Ret  | 19 | Ian Burgess         | Cooper-Maserati | 29     | Ignição         | 23   |        |
| Ret  | 21 | Brian Naylor        | JBW-Maserati    | 20     | Motor           | 17   |        |
| Ret  | 16 | Dan Gurney          | BRM             | 18     | Blown core plug | 3    |        |
| Ret  | 4  | Ron Flockhart       | Cooper-Climax   | 11     | Transmissão     | 21   |        |
| Ret  | 6  | Tony Brooks         | Cooper-Climax   | 6      | Spun Off        | 9    |        |
| Ret  | 11 | John Surtees        | Lotus-Climax    | 3      | Acidente        | 6    |        |

## Tabela do campeonato após a corrida
|        | Pos. | Piloto        | Pontos  |
| ------ | ---- | ------------- | ------- |
|        | 1    | Jack Brabham  | 43      |
|        | 2    | Bruce McLaren | 34 (37) |
| 2      | 3    | Stirling Moss | 19      |
|        | 4    | Innes Ireland | 18      |
| 2      | 5    | Phil Hill     | 16      |
| Fonte: |      |               |         |

|        | Pos. | Construtor      | Pontos  |
| ------ | ---- | --------------- | ------- |
|        | 1    | Cooper-Climax   | 48 (58) |
|        | 2    | Lotus-Climax    | 34 (37) |
|        | 3    | Ferrari         | 26 (27) |
|        | 4    | BRM             | 8       |
|        | 5    | Cooper-Maserati | 3       |
| Fonte: |      |                 |         |

- Nota: Somente as primeiras cinco posições estão listadas. Apenas os seis melhores resultados, dentre pilotos ou equipes, eram computados visando o título. Neste ponto esclarecemos: na tabela dos construtores figurava somente o melhor resultado dentre os carros de um mesmo time.